# مسکوویچ
مسکوویچ (روسی: Москвич) شرکت خودروسازی روسی است، که در سال ۱۹۲۹ تأسیس شد.